# 聖奧古斯丁站
聖奧古斯丁站（法語：Saint-Augustin）是巴黎地鐵的一個車站。聖奧古斯丁站的名稱來自於聖奧古斯丁廣場和聖奧古斯丁教堂。聖奧古斯丁站開業於1923年5月27日，是巴黎地鐵9號線的延長工程的一部分。

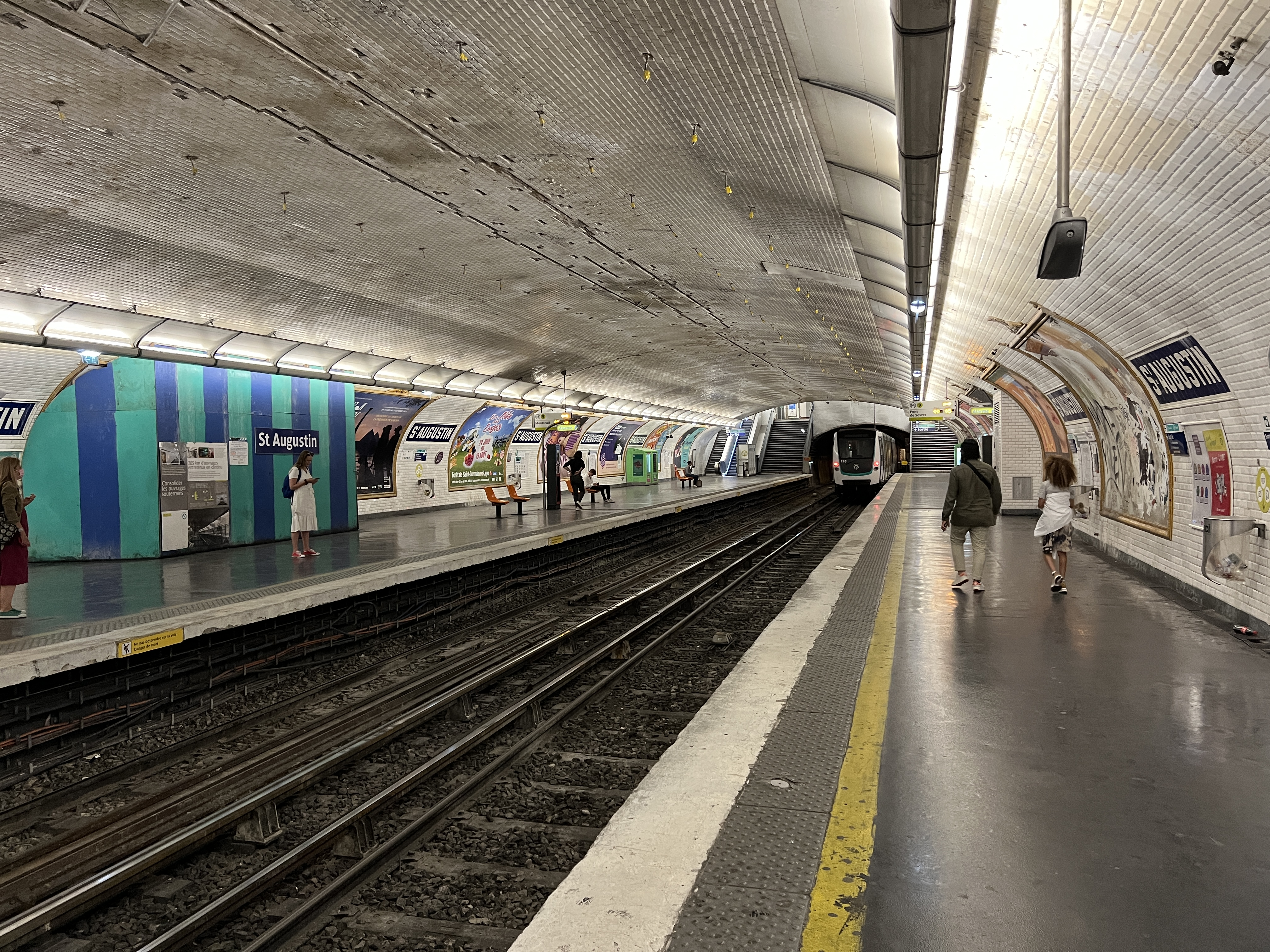
月台（2022年7月）

## 車站結構
| 街道層 |                    |                                   |
| B1     | 夾層               |                                   |
| B2     | 側式月台，右側開門 | 側式月台，右側開門                |
| B2     | 西行               | 往塞夫爾橋（米羅梅尼爾）          |
| B2     | 東行               | 往蒙特勒伊市政厅（阿弗尔-科马丹） |
| B2     | 側式月台，右側開門 |                                   |